# Шкодинское
Шкодинское — деревня в Кетовском районе Курганской области. Входит в состав Колташëвского сельсовета.
Через деревню протекает река Средний Утяк, часть деревни находиться на берегу реки Тобол.  
Граничит с городом Курган.
В деревне находиться разрушенная церковь Покрова Пресвятой Богородицы.

## Население
| 1989 | 2002 | 2010 |
| ---- | ---- | ---- |
| 221  | ↗236 | ↗252 |